# 托叶悬钩子
托叶悬钩子（学名：Rubus foliaceistipulatus）是蔷薇科悬钩子属的植物，是中国的特有植物。分布于中国大陆的云南等地，生长于海拔2,800米至3,000米的地区，多生长于山坡竹林和山顶杜鹃丛中，目前尚未由人工引种栽培。